# 7992 Yozan
7992 Yozan eller 1981 WC är en asteroid i huvudbältet som upptäcktes den 28 november 1981 av den japanska astronomen Toshimasa Furuta vid Tokai-observatoriet. Den är uppkallad efter japanen Uesugi Harunori.
Asteroiden har en diameter på ungefär 16 kilometer.